# Villegaudin
Villegaudin é uma comuna francesa na região administrativa de Borgonha-Franco-Condado, no departamento Saône-et-Loire. Estende-se por uma área de 8,69 km². Em 2010 a comuna tinha 216 habitantes (densidade: 24,9 hab./km²).